# Assassinat de JonBenét Ramsey
JonBenét Patricia Ramsey (6 d'agost de 1990 - 26 de desembre de 1996) va ser una reina de bellesa infantil nord-americana que va ser assassinada a sis anys a ca la seua família a Boulder, Colorado, Estatus Units, la nit del 25 de desembre de 1996. El seu cos va ser trobat al soterrani de la casa unes set hores després de la seua desaparició. Havia patit un trencament de crani i li van aplicar un garrot vil al coll. L'informe de l'autòpsia afirmava que la causa de la mort de JonBenét era "asfíxia per estrangulació associada a un traumatisme craniocerebral ". La seua mort va ser considerada un homicidi. El cas va generar interès del públic i dels mitjans a tot el món, en part perquè sa mare Patsy Ramsey, una antiga reina de bellesa, havia introduït JonBenét a una sèrie de concursos de bellesa infantil .

## Antecedents
JonBenét Ramsey va néixer el 6 d'agost de 1990 a Atlanta, Geòrgia. Era la filla de John Bennett Ramsey, un empresari d'èxit, i Patsy Ramsey, una antiga guanyadora de concursos de bellesa. La família Ramsey es va traslladar a Boulder, Colorado, on JonBenét es va convertir en una figura coneguda per la seua participació en concursos de bellesa infantils.

## Descobriment del cos
El matí del 26 de desembre de 1996, Patsy Ramsey va trucar a la policia per informar que sa filla havia estat segrestada i que havia trobat una nota de rescat a casa seua. La nota exigia un rescat de 118.000 dòlars. Tot i la presència de la policia i la investigació inicial, el cos sense vida de JonBenét no va ser trobat fins hores després al soterrani de la casa familiar.

## Investigació
La investigació policial va tenir diverses fases i va estar envoltada de controvèrsia. Inicialment, la policia va centrar les sospites en els pares de JonBenét, John i Patsy Ramsey, però també es van considerar altres possibles sospitosos externs. L'anàlisi forense va revelar proves contradictòries que complicaven la resolució del cas.

## Controvèrsies
El cas es va veure complicat per errors en la gestió inicial de la investigació i la manipulació de les proves. La família Ramsey va ser criticada per la seva col·laboració limitada amb les autoritats i per haver concedit entrevistes als mitjans de comunicació abans de declarar davant la policia.

## Estat actual del cas
L'assassinat de JonBenét Ramsey continua sense resoldre's en l'actualitat. Tot i que s'han fet diverses investigacions al llarg dels anys, no hi ha hagut cap detenció ni condemna relacionada amb el cas. L'any 2008, l'ADN d'un sospitós desconegut va ser descobert al lloc dels fets, fet que va portar les autoritats a exonerar la família Ramsey.

## Impacte mediàtic
El cas de JonBenét Ramsey va generar una cobertura mediàtica extensa a tot el món. La història de la seua mort i el misteri que l'envolta han estat objecte de nombrosos llibres, documentals i pel·lícules. El cas ha estat citat com un exemple de com els mitjans poden influir en les investigacions criminals. També hi ha una sèrie de tres capítols a Netflix que relata el cas.